# Felix Grundy McConnell
Felix Grundy McConnell (* 1. April 1809 in Nashville, Davidson County, Tennessee; † 10. September 1846 in Washington, D.C.) war ein US-amerikanischer Rechtsanwalt und Politiker (Demokratische Partei).

## Werdegang
Felix Grundy McConnell zog 1811 mit seinen Eltern nach Fayetteville (Tennessee). Dort erhielt er eine eingeschränkte Bildung und wurde Sattler. McConnell zog dann 1834 nach Talladega (Alabama). Er studierte Jura, bekam 1836 seine Zulassung als Anwalt und fing dann in Talladega an zu praktizieren.
Ferner verfolgte er eine politische Laufbahn. Er war 1838 Mitglied im Repräsentantenhaus von Alabama. Anschließend war er zwischen 1839 und 1843 Mitglied im Senat von Alabama. Danach wählte man ihn in den 28. US-Kongress. Er wurde in den nachfolgenden US-Kongress wiedergewählt. McConnell war im US-Repräsentantenhaus vom 4. März 1843 bis zu seinem Tod tätig. Er wurde auf dem Congressional Cemetery beigesetzt.